# Film documentar
Filmul documentar este producția cinematografică fără actori, realizarea sa bazându-se pe filmarea unor persoane, evenimente, peisaje sau obiecte din realitate. În filmele documentare nu se recurge la puneri în scenă și nu se folosesc decoruri sau costume. 
Documentarele pot fi: filme de călătorie, filme științifice, filme didactice, ș.a.m.d. Primii promotori ai filmului documentar sunt înșiși inventatorii cinematografului, cei care au realizat prima proiecție cu public, frații Lumière. Primul film prezentat de aceștia, La sortie des usines "Lumiére", este un documentar veritabil, respectând întru totul definiția. De asemenea și L'Arrivée d'un train en gare de la Ciotat.
La începuturile cinematografului, în anul 1896, renumitul om de știință român acad. dr. Gheorghe Marinescu, prin contribuția cu tehnică și operator din partea fraților Lumière, realizează câteva filmulețe pe teme medicale. Dacă până în 1975 acestea s-au crezut pierdute, un redactor de la Televiziunea Română, Cornel Rusu, le descoperă într-un fișet metalic din Clinica de neurologie a Spitalului Colentina. Erau 13 cutii metalice, conținând mai ales negativele unor filmări pe care le realizase savantul român; fiecare cutie era adresată "à monsieur Marinesco" și purta semnătura autentică a inventatorului cinematografului, Louis Lumiere. S-a putut astfel dovedi fără tăgadă că dr. Marinescu este primul în lume care a folosit cinematograful în scopuri științifice. Este un fapt istoric care atestă o contribuție românească de seamă la dezvoltarea filmului documentar mondial. Recuperarea prețioaselor imagini ale filmelor se datorează inginerului Alexandru Gașpar de la Studioul de filme documentare Alexandru Sahia, care a inventat un aparat de transpunere a filmelor originale pe sistemul actual de peliculă. 

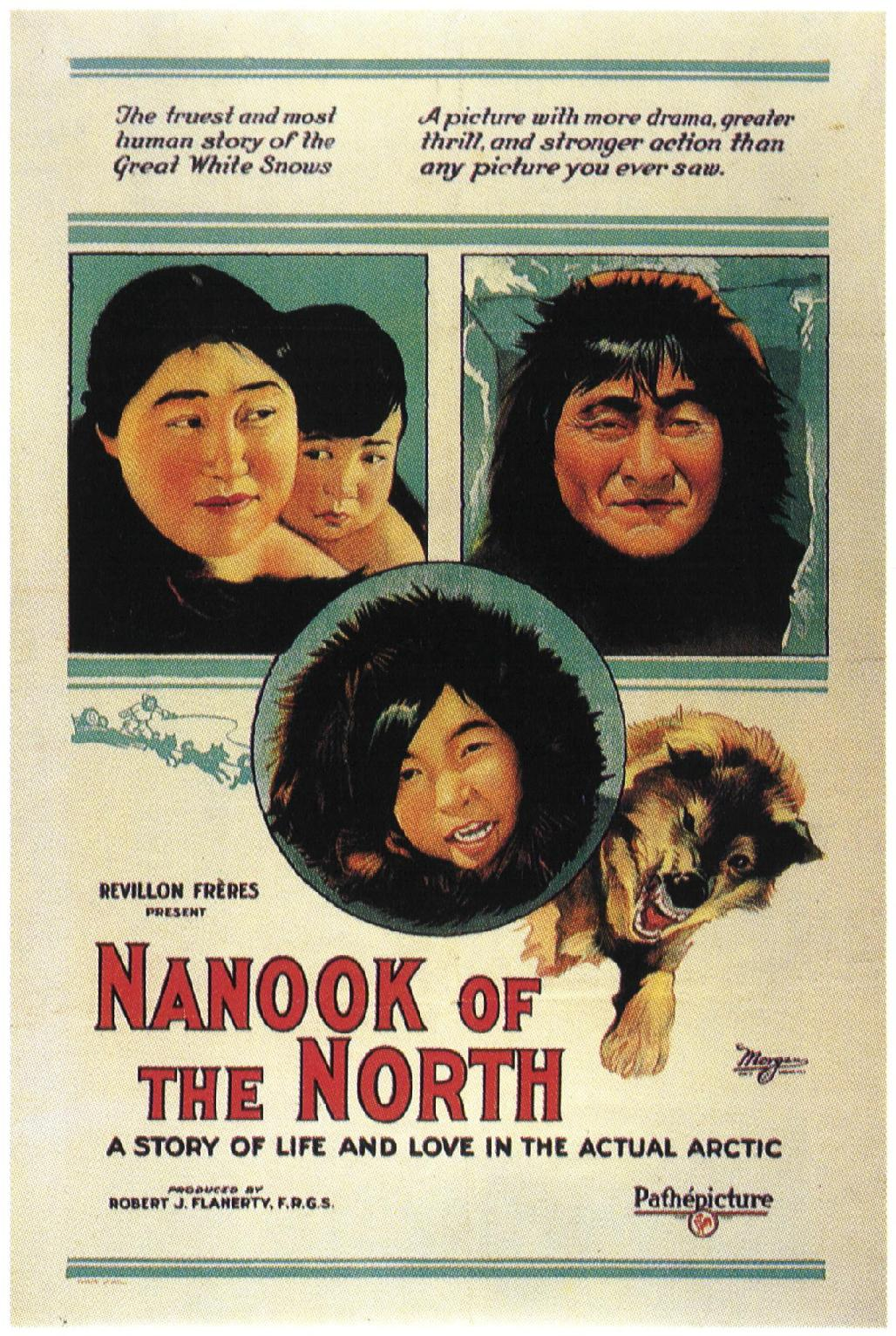
Nanucii din nord (afiș)

Operatorii Lumiére realizează câteva filme documentare cum sunt: „Inundațiile de la Galați”, „Vapoarele flotei române pe Dunăre”, „Scene de la hipodromul Băneasa”.
În Statele Unite ale Americii Robert Flaherty realizează în anul 1922 un documentar foarte interesant despre populația din nordul Alaskăi, intitulat "Nanook of the North" (în traducere aproximativă „Populația nanuc din Nord”).

## Filmul documentar ca mijloc de propagandă politică
Clasa conducătoare a oricărei guvernări sociale, a văzut și vede în film, și mai ales în filmul documentar, un puternic mijloc de propagandă, de influențare a maselor populare. 
Dar așa cum a fost folosit de către comuniști și de naziști întrece uneori orice închipuire. "Marele" conducător al clasei proletare, Lenin a văzut în film, atât în documentar cât și în cel artistic cel mai puternic mijloc de propagandă și influențare a maselor. Lenin face și remarca că Cinematografia pentru noi este cea mai importantă. "Îndemnul" lui a fost folosit de toate "țările frățești" (socialiste) de-a lungul existenței lor, inclusiv în cinematografia românească, care nu mai contenea în ultima perioadă cu filme care ridicau osanale "iubitului conducător, Nicolae Ceaușescu". 
Un alt exemplu de propagandă deșănțată este cea nazistă, folosită de Adolf Hitler și executanții acestuia în Germania nazistă dintre care s-a remarcat detașat Joseph Goebbels, ministrul nazist al propagandei.